# Krakow am See
Krakow am See is een gemeente in de Duitse deelstaat Mecklenburg-Voor-Pommeren, en maakt deel uit van het Landkreis Rostock.
Krakow am See telt 3.412 inwoners.

## Stadsdelen
De gemeente bestaat uit 11 stadsdelen, meest kleine boeren- of toeristendorpen. Dit zijn:
- Krakow am See zelf
- Alt Sammit
- Bellin
- Bossow
- Charlottenthal
- Groß Grabow
- Klein Grabow
- Marienhof
- Möllen
- Neu Sammit
- Steinbeck.

## Geografie, infrastructuur
De gemeente is aantrekkelijk voor toeristen, die van watersport of kamperen in de vrije natuur houden. Krakow ligt namelijk bij de Krakower See, in het Mecklenburger Merenplateau. Door het stadje stroomt een ecologisch waardevolle rivier, de Nebel. Dit is een 60 km lange zijrivier van de Warnow. Sedert 2000 is Krakow am See  een Staatlich anerkannter Luftkurort.
Krakow heeft een station aan de zuid-noord lopende spoorlijn Meyenburg–Güstrow. Sedert 2000 rijden hierop alleen goederentreinen en incidenteel een historische toeristentrein.

## Geschiedenis
Krakow, waarvan de naam wellicht uit een Slavische taal stamt, met als mogelijke betekenis plaats met veel kraaien, bestaat zeker al sedert het eind van de 13e eeuw. Het is een stadje; wanneer en uit wiens hand  de stadsrechten werden verkregen, is niet meer bekend.
Het gemeentewapen met een stierenkop is afgeleid van dat van een oud adellijk geslacht, Zu Werle, uit Güstrow, dat er omstreeks 1300 een kasteel bezat. Van dit kasteel is niets bewaard gebleven.
Sedert de Reformatie in de 16e eeuw zijn vrijwel alle christenen in de gemeente, en ook de kerkgebouwen, evangelisch-luthers.
Krakow am See heeft een bedenkelijke reputatie waar het de behandeling van joden betreft. In 1325 werden na een vermeend hostieschandaal op een heuvel bij het stadje verscheidene joden door middel van radbraken om het leven gebracht. Daarna werd deze locatie, de Jörnberg (van Jodenberg), na de bouw van een kapel tot bedevaartplaats uitgeroepen. In 1938 vond op de Kristallnacht een pogrom plaats. Het gebouw van de synagoge bleef buiten schot; de kleine joodse gemeente had het al in 1920 aan de gemeente verkocht, die het gebouw weer aan een plaatselijke sportclub als gymzaal verhuurde. Van 1943 tot 1945 was er een klein Außenlager van het concentratiekamp Ravensbrück gevestigd, waar enkele honderden vrouwen dwangarbeid in de productie van vliegtuigonderdelen moesten verrichten.
Tot de gemeente behoort het dorp Bellin met het in 1912 in neo-barokstijl gebouwde Schloss Bellin, dat anno 2020 als hotel in gebruik is. In de DDR-periode hebben hier in de jaren-1980 enige tijd vluchtelingenkinderen uit Namibië een onderkomen gehad. Zie ook: South West Africa People's Organisation#DDR-kinderen van Namibië.

## Afbeeldingen

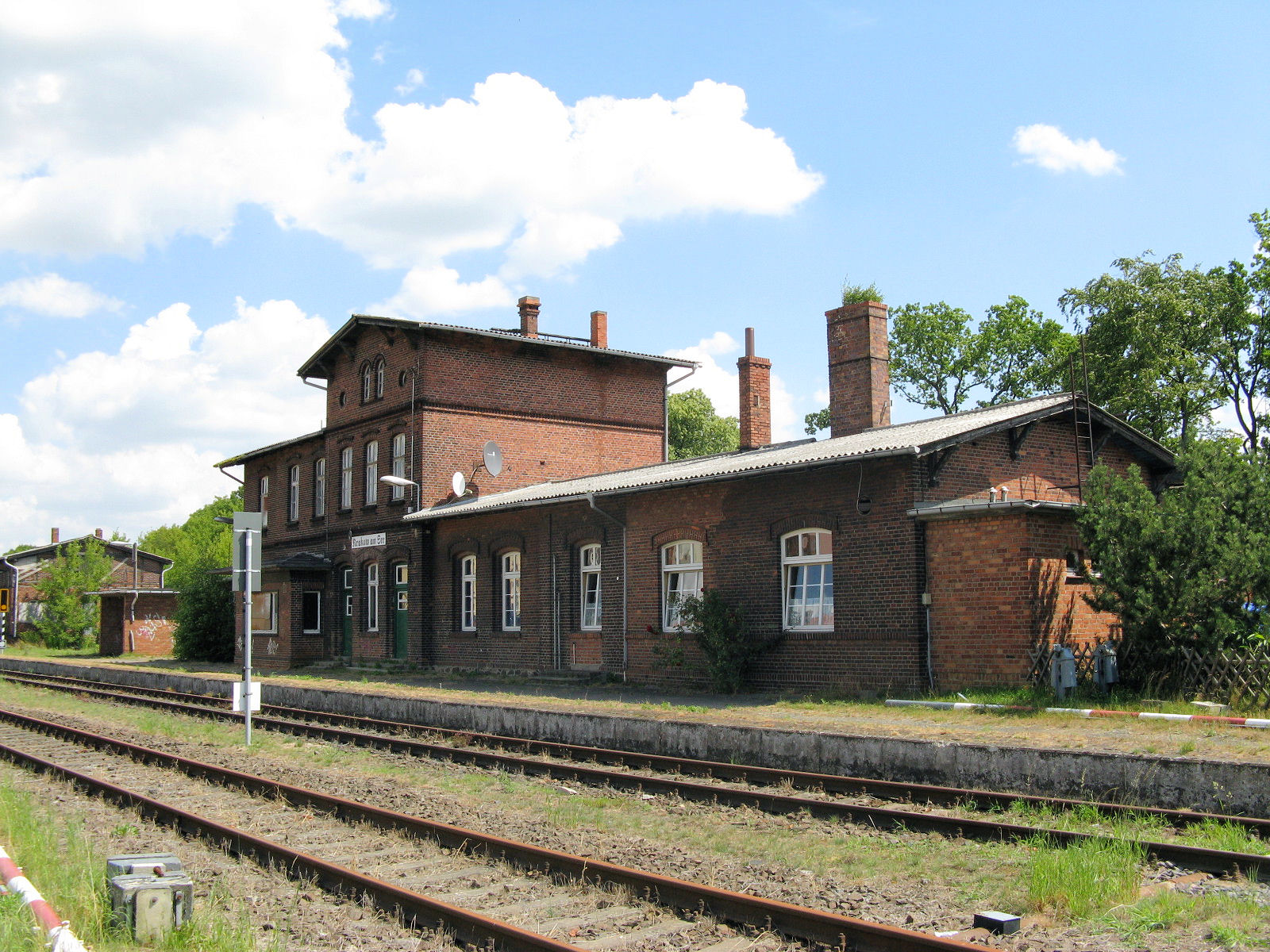
Station
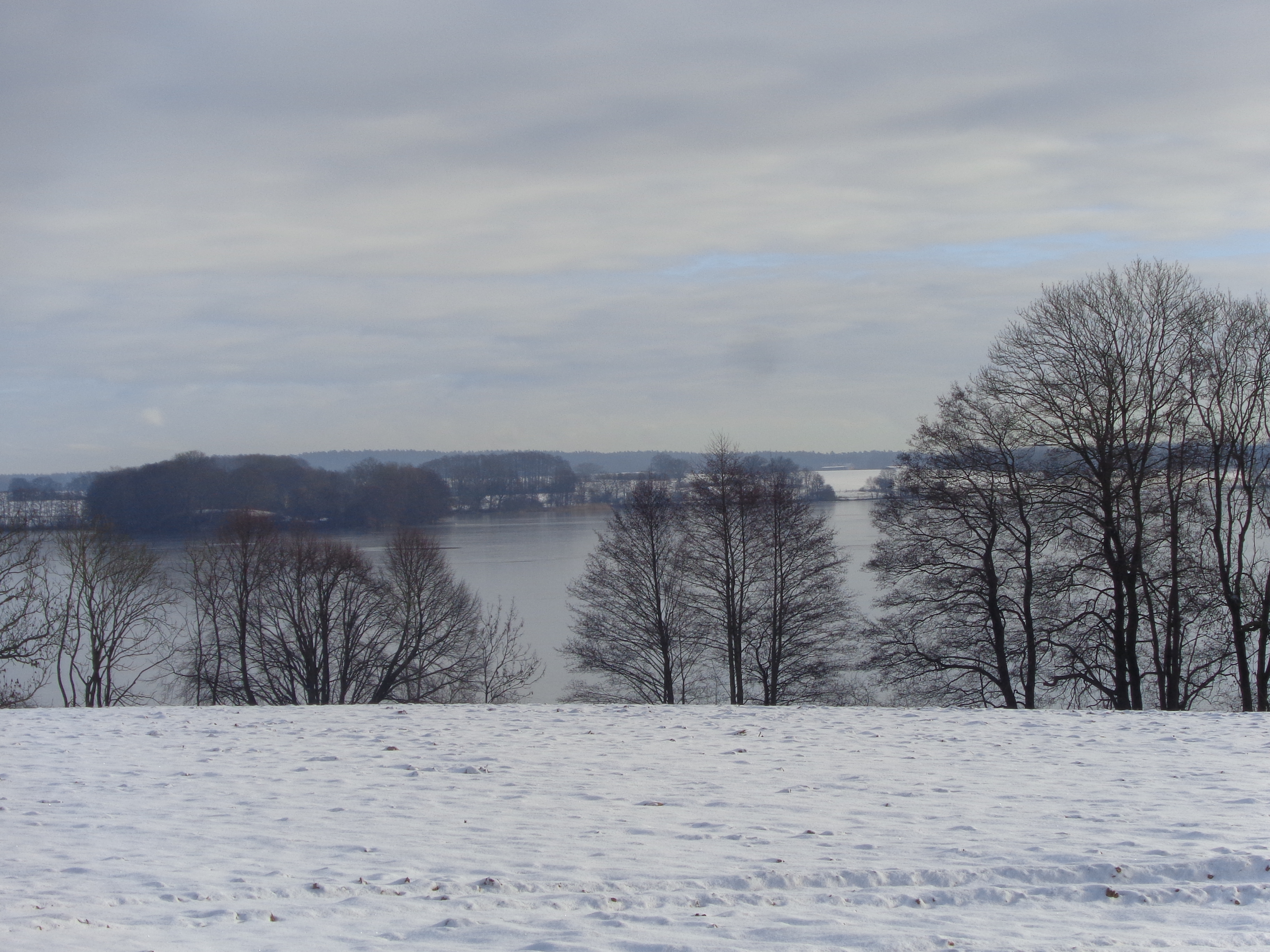
De Krakower (Ober-)see
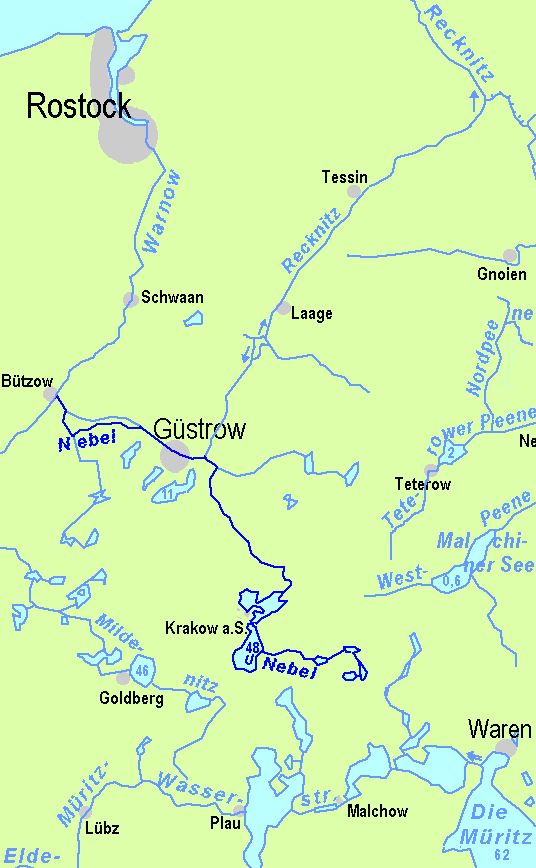
Kaart stroomgebied riviertje de Nebel
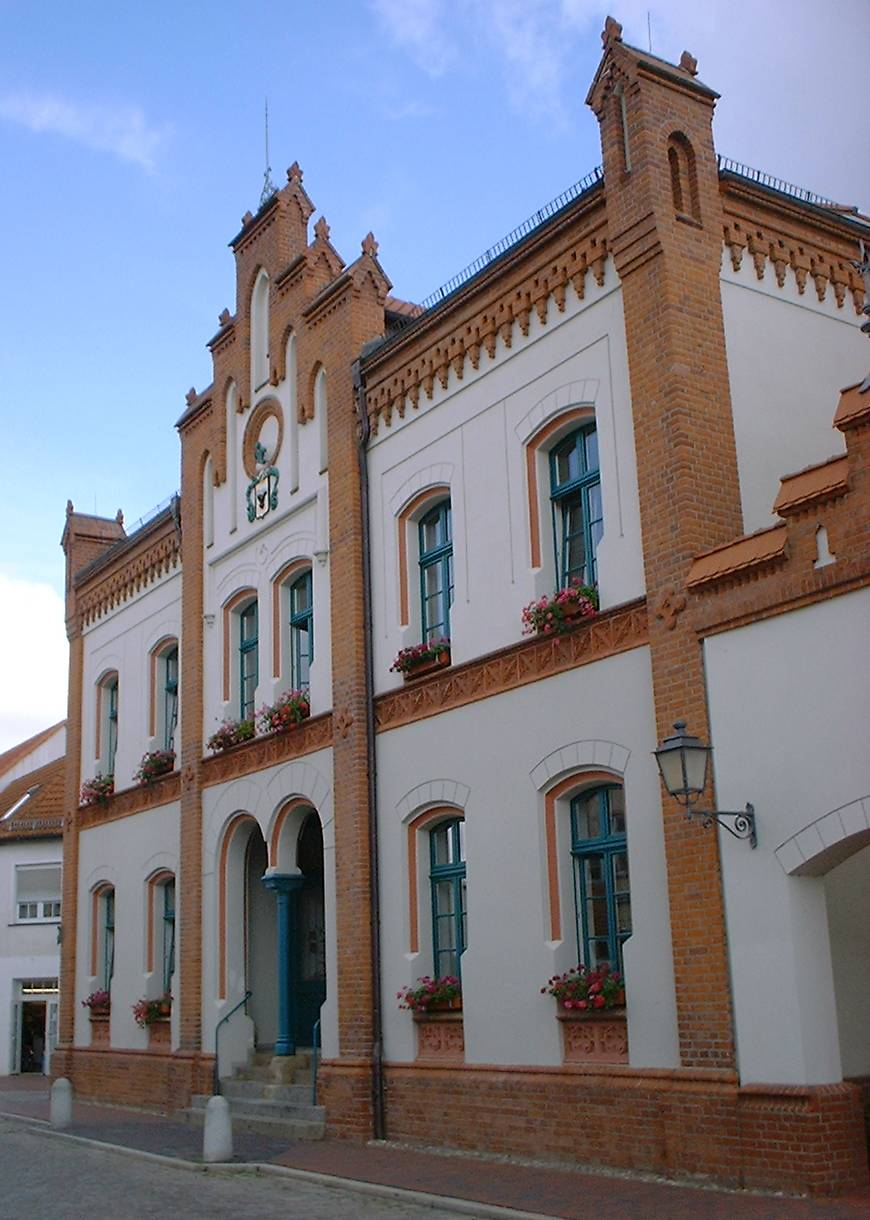
Stadhuis
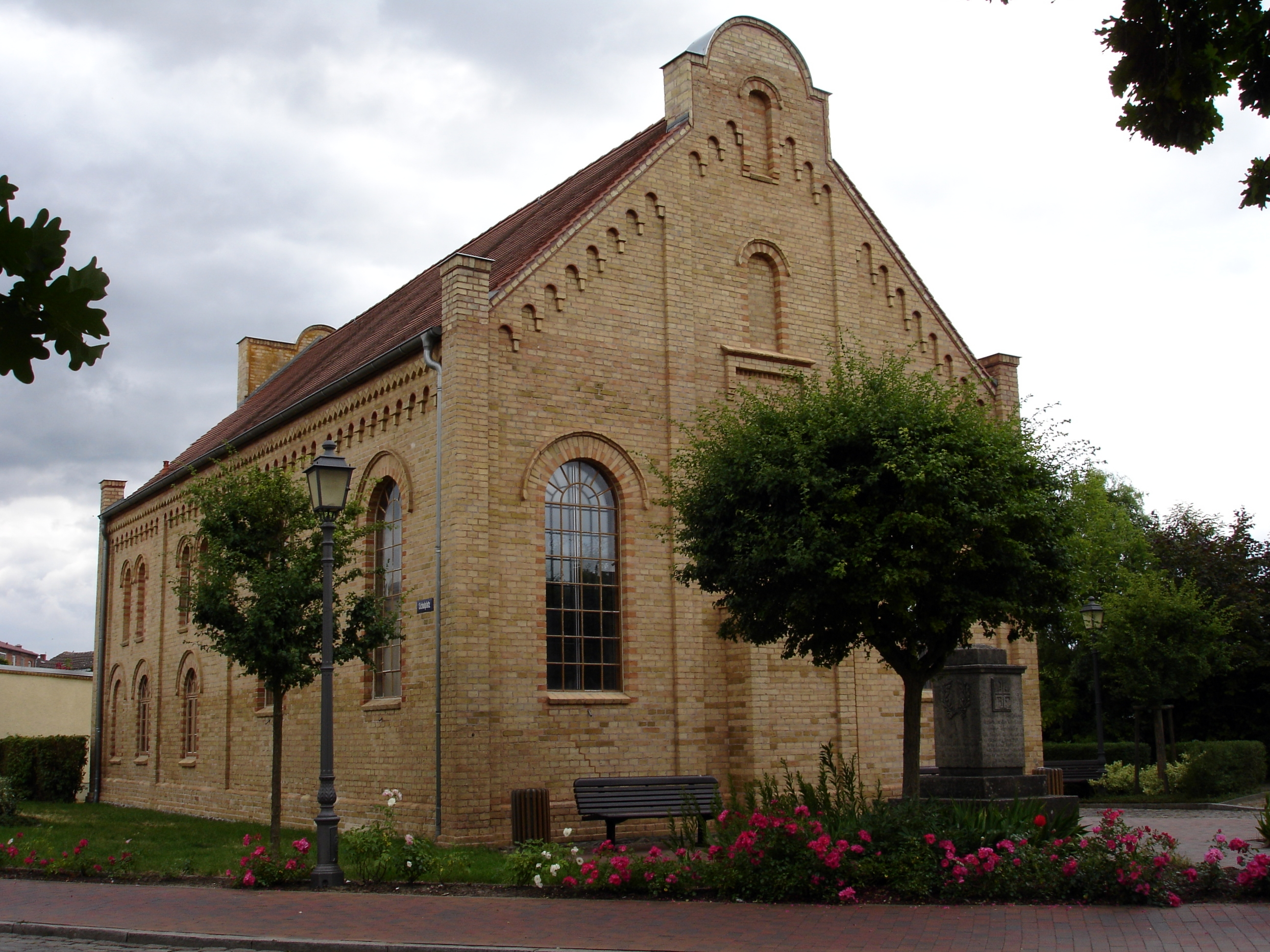
Voormalige synagoge, tegenwoordig kulturhus
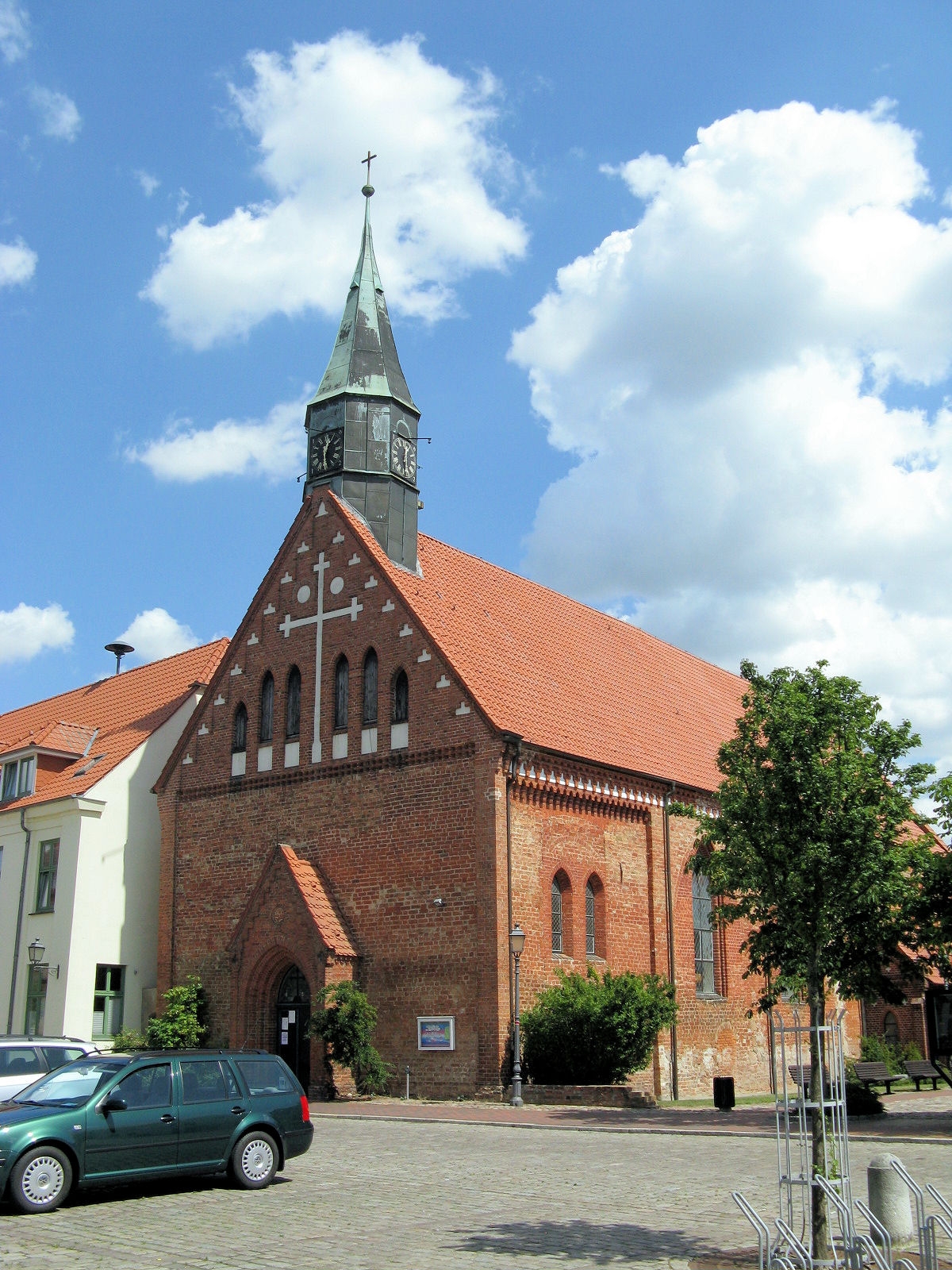
Evang.-lutherse stadskerk, Krakow (ca. 1300)
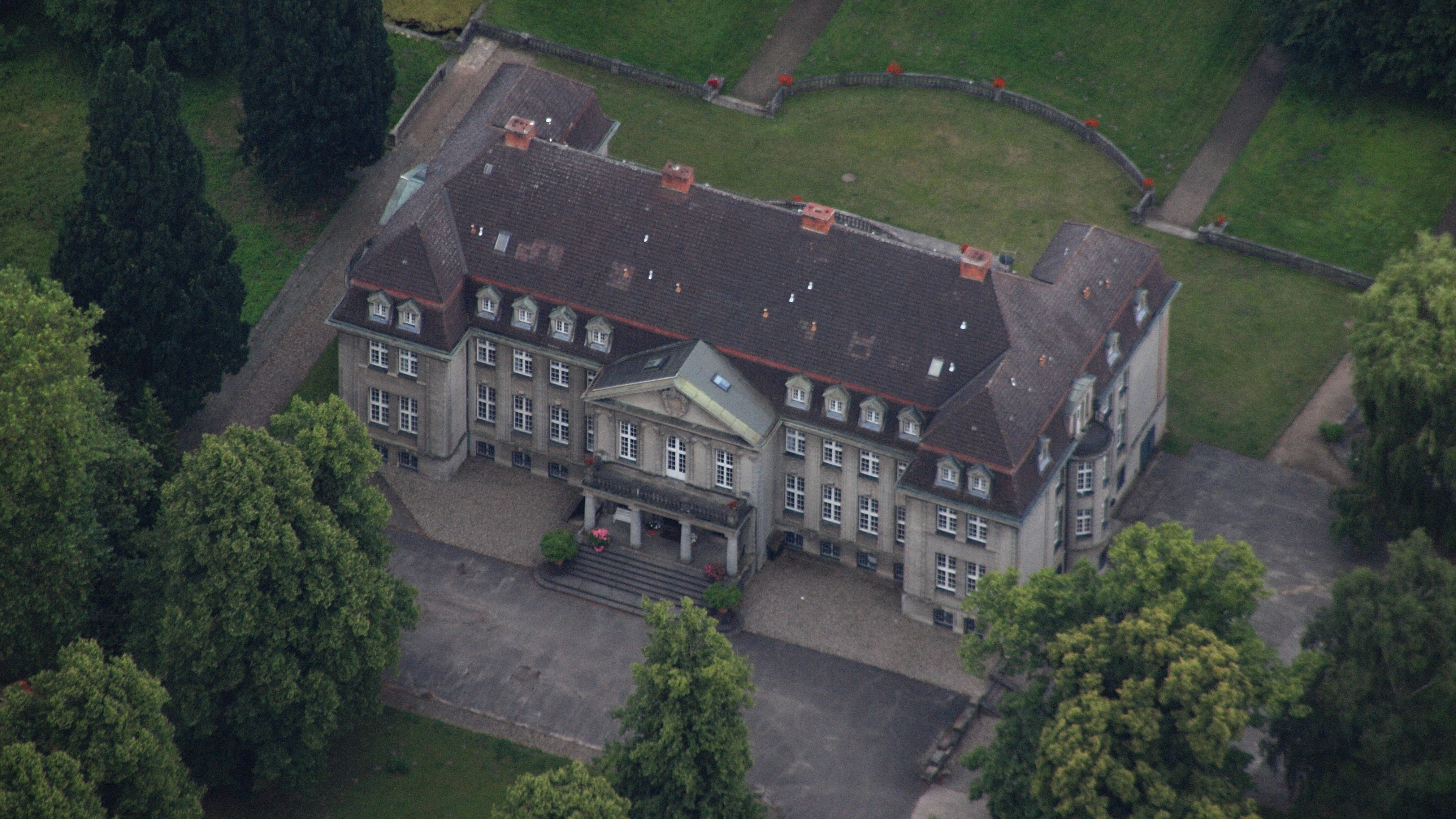
Hotel Schloss Bellin
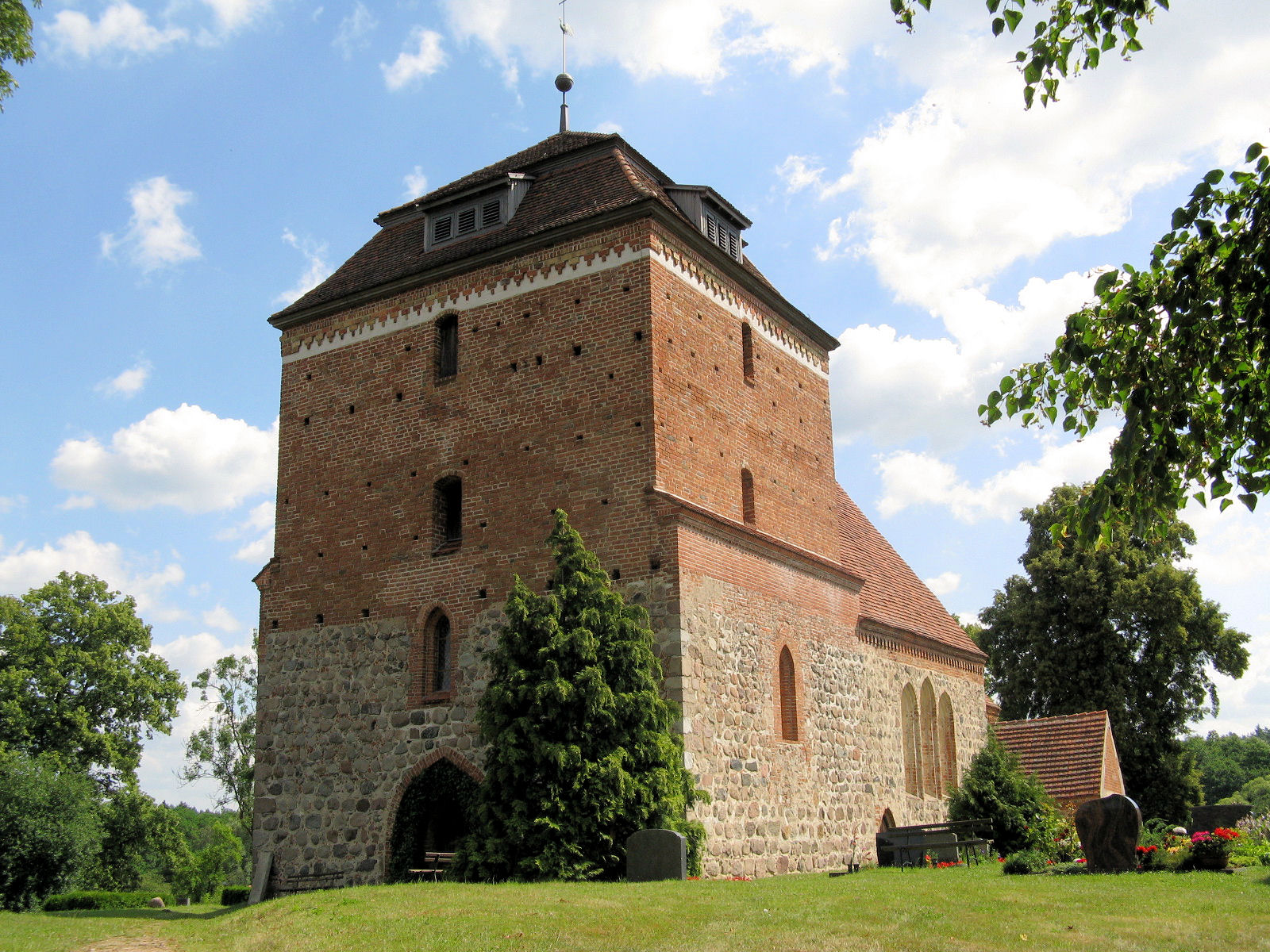
Dorpskerk (1230) te Bellin

## Varia
De gemeente onderhoudt een jumelage met de in Polen gelegen plaats Ujście.
Admannshagen-Bargeshagen ·
Alt Bukow ·
Alt Sührkow ·
Altkalen ·
Am Salzhaff ·
Bad Doberan ·
Bartenshagen-Parkentin ·
Bastorf ·
Baumgarten ·
Behren-Lübchin ·
Benitz ·
Bentwisch ·
Bernitt ·
Biendorf ·
Blankenhagen ·
Boddin ·
Broderstorf ·
Bröbberow ·
Börgerende-Rethwisch ·
Bützow ·
Cammin ·
Carinerland ·
Dahmen ·
Dalkendorf ·
Diekhof ·
Dobbin-Linstow ·
Dolgen am See ·
Dreetz ·
Dummerstorf ·
Elmenhorst/Lichtenhagen ·
Finkenthal ·
Gelbensande ·
Glasewitz ·
Gnewitz ·
Gnoien ·
Graal-Müritz ·
Grammow ·
Groß Roge ·
Groß Schwiesow ·
Groß Wokern ·
Groß Wüstenfelde ·
Gutow ·
Gülzow-Prüzen ·
Güstrow ·
Hohen Demzin ·
Hohen Sprenz ·
Hohenfelde ·
Hoppenrade ·
Jördenstorf ·
Jürgenshagen ·
Kassow ·
Kirch Mulsow ·
Klein Belitz ·
Klein Upahl ·
Krakow am See ·
Kritzmow ·
Kröpelin ·
Kuchelmiß ·
Kuhs ·
Kühlungsborn ·
Laage ·
Lalendorf ·
Lambrechtshagen ·
Lelkendorf ·
Lohmen ·
Lühburg ·
Lüssow ·
Mistorf ·
Mönchhagen ·
Mühl Rosin ·
Neubukow ·
Nienhagen ·
Nustrow ·
Papendorf ·
Penzin ·
Plaaz ·
Poppendorf ·
Prebberede ·
Pölchow ·
Reddelich ·
Reimershagen ·
Rerik ·
Retschow ·
Roggentin ·
Rukieten ·
Rövershagen ·
Rühn ·
Sanitz ·
Sarmstorf ·
Satow ·
Schorssow ·
Schwaan ·
Schwasdorf ·
Selpin ·
Steffenshagen ·
Steinhagen ·
Stubbendorf ·
Stäbelow ·
Sukow-Levitzow ·
Tarnow ·
Tessin ·
Teterow ·
Thelkow ·
Thulendorf ·
Thürkow ·
Vorbeck ·
Walkendorf ·
Wardow ·
Warnkenhagen ·
Warnow ·
Wiendorf ·
Wittenbeck ·
Zarnewanz ·
Zehna ·
Zepelin ·
Ziesendorf